# Michael Lang (calciatore)
Michael Lang (San Gallo, 8 febbraio 1991) è un ex calciatore svizzero, di ruolo difensore.

## Carriera

### Club
Il difensore svizzero, dopo aver giocato nel San Gallo e nel Grasshoppers (qui ha giocato un totale di 152 partite segnando 14 gol), ha firmato un contratto fino al 2019 con il Basilea il 1º giugno 2015, valido dal 1º luglio 2015 (il giocatore è arrivato al Basilea da svincolato).
Il 29 giugno 2018 firma un contratto di quattro anni con i tedeschi del Borussia Mönchengladbach.
Dopo non avere giocato molto con i puledri, il 29 agosto 2019 viene ceduto in prestito al Werder Brema.
Dopo non essere riuscito a imporsi al Werder torna al Borussia, trascorrendo un'ulteriore stagione nel club (trovando poco spazio) prima di fare ritorno al Basilea il 19 luglio 2021. Nel calciomercato estivo del 2024, il Basilea decide di rescindere il suo contratto, valevole ancora un anno.

### Nazionale
Debutta con la nazionale elvetica il 14 agosto 2013 nell'amichevole vinta 1-0 contro il Brasile. Successivamente partecipa ai Mondiali 2014 in Brasile e agli Europei 2016 in Francia. Convocato anche per i Mondiali 2018, in quest'ultima rassegna risulta essere l'unico calciatore militante nel campionato svizzero convocato dalla nazionale crociata. In quest'ultima rassegna viene convocato come riserva di Stephan Lichtsteiner. Agli ottavi, giocati contro la Svezia, Lang rimpiazza (dal 1º minuto) Lichtsteiner per squalifica; la partita viene persa per 1-0 dalla Svizzera, con Lang che viene espulso nel finale di gara.

## Statistiche

### Presenze e reti nei club
Statistiche aggiornate al 3 gennaio 2024.
| Stagione                   | Squadra                    | Campionato                 | Campionato | Campionato | Coppe nazionali | Coppe nazionali | Coppe nazionali | Coppe continentali | Coppe continentali | Coppe continentali | Altre coppe | Altre coppe | Altre coppe | Totale | Totale |
| Stagione                   | Squadra                    | Comp                       | Pres       | Reti       | Comp            | Pres            | Reti            | Comp               | Pres               | Reti               | Comp        | Pres        | Reti        | Pres   | Reti   |
| -------------------------- | -------------------------- | -------------------------- | ---------- | ---------- | --------------- | --------------- | --------------- | ------------------ | ------------------ | ------------------ | ----------- | ----------- | ----------- | ------ | ------ |
| 2011-2012                  | Grasshoppers               | SL                         | 26         | 1          | CS              | 4               | 0               | -                  | -                  | -                  | -           | -           | -           | 30     | 1      |
| 2012-2013                  | Grasshoppers               | SL                         | 33         | 3          | CS              | 5               | 0               | -                  | -                  | -                  | -           | -           | -           | 38     | 3      |
| 2013-2014                  | Grasshoppers               | SL                         | 34         | 3          | CS              | 4               | 1               | UCL+UEL            | 2+2                | 0                  | -           | -           | -           | 42     | 4      |
| 2014-2015                  | Grasshoppers               | SL                         | 35         | 5          | CS              | 3               | 0               | UCL+UEL            | 2+2                | 0+1                | -           | -           | -           | 42     | 6      |
| Totale Grasshoppers        | Totale Grasshoppers        | Totale Grasshoppers        | 128        | 12         |                 | 16              | 1               |                    | 8                  | 1                  |             | -           | -           | 152    | 14     |
| 2015-2016                  | Basilea                    | SL                         | 22         | 5          | CS              | 1               | 0               | UCL+UEL            | 4+10               | 1+1                | -           | -           | -           | 37     | 7      |
| 2016-2017                  | Basilea                    | SL                         | 31         | 6          | CS              | 5               | 3               | UCL                | 5                  | 0                  | -           | -           | -           | 41     | 9      |
| 2017-2018                  | Basilea                    | SL                         | 34         | 5          | CS              | 2               | 2               | UCL                | 8                  | 3                  | -           | -           | -           | 44     | 10     |
| 2018-2019                  | Borussia M'gladbach        | BL                         | 17         | 1          | CG              | 1               | 0               | -                  | -                  | -                  | -           | -           | -           | 18     | 1      |
| 2019-2020                  | Werder Brema               | BL                         | 9          | 0          | CG              | 1               | 0               | -                  | -                  | -                  | -           | -           | -           | 10     | 0      |
| 2020-2021                  | Borussia M'gladbach        | BL                         | 0          | 0          | CG              | 2               | 0               | UCL                | 1                  | 0                  | -           | -           | -           | 3      | 0      |
| Totale Borussia M'gladbach | Totale Borussia M'gladbach | Totale Borussia M'gladbach | 17         | 1          |                 | 3               | 0               |                    | 1                  | 0                  |             | -           | -           | 21     | 1      |
| 2021-2022                  | Basilea                    | SL                         | 26         | 4          | CS              | 1               | 0               | UECL               | 12                 | 2                  | -           | -           | -           | 39     | 6      |
| 2022-2023                  | Basilea                    | SL                         | 27         | 1          | CS              | 4               | 1               | UECL               | 15                 | 1                  | -           | -           | -           | 46     | 3      |
| 2023-2024                  | Basilea                    | SL                         | 11         | 0          | CS              | 1               | 0               | UECL               | 2                  | 0                  | -           | -           | -           | 14     | 0      |
| Totale Basilea             | Totale Basilea             | Totale Basilea             | 151        | 21         |                 | 14              | 6               |                    | 56                 | 8                  |             | -           | -           | 221    | 35     |
| Totale carriera            | Totale carriera            | Totale carriera            | 294        | 33         |                 | 34              | 7               |                    | 65                 | 9                  |             | -           | -           | 393    | 49     |

### Cronologia presenze e reti in nazionale
| Cronologia completa delle presenze e delle reti in nazionale ― Svizzera | Cronologia completa delle presenze e delle reti in nazionale ― Svizzera | Cronologia completa delle presenze e delle reti in nazionale ― Svizzera | Cronologia completa delle presenze e delle reti in nazionale ― Svizzera | Cronologia completa delle presenze e delle reti in nazionale ― Svizzera | Cronologia completa delle presenze e delle reti in nazionale ― Svizzera | Cronologia completa delle presenze e delle reti in nazionale ― Svizzera | Cronologia completa delle presenze e delle reti in nazionale ― Svizzera |
| Data                                                                    | Città                                                                   | In casa                                                                 | Risultato                                                               | Ospiti                                                                  | Competizione                                                            | Reti                                                                    | Note                                                                    |
| ----------------------------------------------------------------------- | ----------------------------------------------------------------------- | ----------------------------------------------------------------------- | ----------------------------------------------------------------------- | ----------------------------------------------------------------------- | ----------------------------------------------------------------------- | ----------------------------------------------------------------------- | ----------------------------------------------------------------------- |
| 14-8-2013                                                               | Basilea                                                                 | Svizzera                                                                | 1 – 0                                                                   | Brasile                                                                 | Amichevole                                                              | -                                                                       | 62’                                                                     |
| 11-10-2013                                                              | Tirana                                                                  | Albania                                                                 | 1 – 2                                                                   | Svizzera                                                                | Qual. Mondiali 2014                                                     | 1                                                                       |                                                                         |
| 15-10-2013                                                              | Berna                                                                   | Svizzera                                                                | 1 – 0                                                                   | Slovenia                                                                | Qual. Mondiali 2014                                                     | -                                                                       |                                                                         |
| 15-11-2013                                                              | Seul                                                                    | Corea del Sud                                                           | 2 – 1                                                                   | Svizzera                                                                | Amichevole                                                              | -                                                                       | 65’                                                                     |
| 5-3-2014                                                                | San Gallo                                                               | Svizzera                                                                | 2 – 2                                                                   | Croazia                                                                 | Amichevole                                                              | -                                                                       | 62’                                                                     |
| 3-6-2014                                                                | Lucerna                                                                 | Svizzera                                                                | 2 – 0                                                                   | Perù                                                                    | Amichevole                                                              | -                                                                       | 90+1’                                                                   |
| 25-6-2014                                                               | Manaus                                                                  | Honduras                                                                | 0 – 3                                                                   | Svizzera                                                                | Mondiali 2014 - 1º turno                                                | -                                                                       | 77’                                                                     |
| 18-11-2014                                                              | Breslavia                                                               | Polonia                                                                 | 2 – 2                                                                   | Svizzera                                                                | Amichevole                                                              | -                                                                       |                                                                         |
| 10-6-2015                                                               | Thun                                                                    | Svizzera                                                                | 3 – 0                                                                   | Liechtenstein                                                           | Amichevole                                                              | -                                                                       | 74’                                                                     |
| 9-10-2015                                                               | San Gallo                                                               | Svizzera                                                                | 7 – 0                                                                   | San Marino                                                              | Qual. Euro 2016                                                         | 1                                                                       |                                                                         |
| 12-10-2015                                                              | Tallinn                                                                 | Estonia                                                                 | 0 – 1                                                                   | Svizzera                                                                | Qual. Euro 2016                                                         | -                                                                       |                                                                         |
| 13-11-2015                                                              | Trnava                                                                  | Slovacchia                                                              | 3 – 2                                                                   | Svizzera                                                                | Amichevole                                                              | -                                                                       | 58’                                                                     |
| 17-11-2015                                                              | Vienna                                                                  | Austria                                                                 | 1 – 2                                                                   | Svizzera                                                                | Amichevole                                                              | -                                                                       | 18’                                                                     |
| 25-3-2016                                                               | Dublino                                                                 | Irlanda                                                                 | 1 – 0                                                                   | Svizzera                                                                | Amichevole                                                              | -                                                                       | 82’                                                                     |
| 29-3-2016                                                               | Zurigo                                                                  | Svizzera                                                                | 0 – 2                                                                   | Bosnia ed Erzegovina                                                    | Amichevole                                                              | -                                                                       | 65’                                                                     |
| 28-5-2016                                                               | Lancy                                                                   | Svizzera                                                                | 1 – 2                                                                   | Belgio                                                                  | Amichevole                                                              | -                                                                       | 64’                                                                     |
| 3-6-2016                                                                | Lugano                                                                  | Svizzera                                                                | 2 – 1                                                                   | Moldavia                                                                | Amichevole                                                              | -                                                                       | 64’                                                                     |
| 15-6-2016                                                               | Parigi                                                                  | Romania                                                                 | 1 – 1                                                                   | Svizzera                                                                | Euro 2016 - 1º turno                                                    | -                                                                       | 83’                                                                     |
| 19-6-2016                                                               | Villeneuve-d'Ascq                                                       | Svizzera                                                                | 0 – 0                                                                   | Francia                                                                 | Euro 2016 - 1º turno                                                    | -                                                                       | 86’                                                                     |
| 10-10-2016                                                              | Andorra la Vella                                                        | Andorra                                                                 | 1 – 2                                                                   | Svizzera                                                                | Qual. Mondiali 2018                                                     | -                                                                       | 90+2’                                                                   |
| 3-9-2017                                                                | Riga                                                                    | Lettonia                                                                | 0 – 3                                                                   | Svizzera                                                                | Qual. Mondiali 2018                                                     | -                                                                       | 80’                                                                     |
| 23-3-2018                                                               | Atene                                                                   | Grecia                                                                  | 0 – 1                                                                   | Svizzera                                                                | Amichevole                                                              | -                                                                       | 61’                                                                     |
| 27-3-2018                                                               | Basilea                                                                 | Svizzera                                                                | 6 – 0                                                                   | Panama                                                                  | Amichevole                                                              | -                                                                       | 69’                                                                     |
| 3-6-2018                                                                | Vila-real                                                               | Spagna                                                                  | 1 – 1                                                                   | Svizzera                                                                | Amichevole                                                              | -                                                                       | 63’                                                                     |
| 17-6-2018                                                               | Rostov sul Don                                                          | Brasile                                                                 | 1 – 1                                                                   | Svizzera                                                                | Mondiali 2018 - 1º turno                                                | -                                                                       | 87’                                                                     |
| 27-6-2018                                                               | Nižnij Novgorod                                                         | Svizzera                                                                | 2 – 2                                                                   | Costa Rica                                                              | Mondiali 2018 - 1º turno                                                | -                                                                       | 81’                                                                     |
| 3-7-2018                                                                | San Pietroburgo                                                         | Svezia                                                                  | 1 – 0                                                                   | Svizzera                                                                | Mondiali 2018 - Ottavi di finale                                        | -                                                                       | 90+4’                                                                   |
| 12-10-2018                                                              | Bruxelles                                                               | Belgio                                                                  | 2 – 1                                                                   | Svizzera                                                                | UEFA Nations League 2018-2019 - 1º turno                                | -                                                                       |                                                                         |
| 15-10-2018                                                              | Reykjavík                                                               | Islanda                                                                 | 1 – 2                                                                   | Svizzera                                                                | UEFA Nations League 2018-2019 - 1º turno                                | 1                                                                       |                                                                         |
| 14-11-2018                                                              | Lugano                                                                  | Svizzera                                                                | 0 – 1                                                                   | Qatar                                                                   | Amichevole                                                              | -                                                                       | 62’                                                                     |
| 18-11-2019                                                              | Gibilterra                                                              | Gibilterra                                                              | 1 – 6                                                                   | Svizzera                                                                | Qual. Euro 2020                                                         | -                                                                       |                                                                         |
| Totale                                                                  |                                                                         | Presenze                                                                | 31                                                                      |                                                                         | Reti                                                                    | 3                                                                       |                                                                         |

## Palmarès

### Club

#### Competizioni nazionali
- Challenge League: 1

San Gallo: 2008-2009
- Coppa Svizzera: 2

Grasshoppers: 2012-2013
Basilea: 2016-2017
- Campionato svizzero: 2

Basilea: 2015-2016, 2016-2017